# 20054 Lagrimarios
20054 Lagrimarios este o planetă minoră (asteroid), cu un diametru de 4,258 km, din centura de asteroizi. A fost descoperită pe 19 martie 1993 la Observatorul La Silla de Uppsala–ESO Survey of Asteroids and Comets⁠(d). 
Obiectul prezintă o orbită caracterizată de o semiaxă mare de 2,6832859 UAi, o excentricitate de 0,08, o înclinație de 2,83079 ° în raport cu ecliptica.